# Batman - The Dark Knight (Six Flags New England)
Ne doit pas être confondu avec The Dark Knight (parcs Six Flags).
Batman - The Dark Knight sont des montagnes russes sans sol du parc Six Flags New England, situé à Agawam dans le Massachusetts, aux États-Unis.

## Historique
Batman – The Dark Knight a été renommé Batman: The Ride en 2008 à cause du projet des nouvelles montagnes russes The Dark Knight, qui étaient prévues à Six Flags New England et dans deux autres parcs, à Six Flags Great Adventure et à Six Flags Great America. Les nouvelles montagnes russes de Six Flags New England ont été annulées peu de temps après le début de la construction à cause de permis de construire. Le changement de nom de Batman - The Dark Knight a été annulé et les nouvelles montagnes russes ont été construites à Six Flags México.

## Parcours

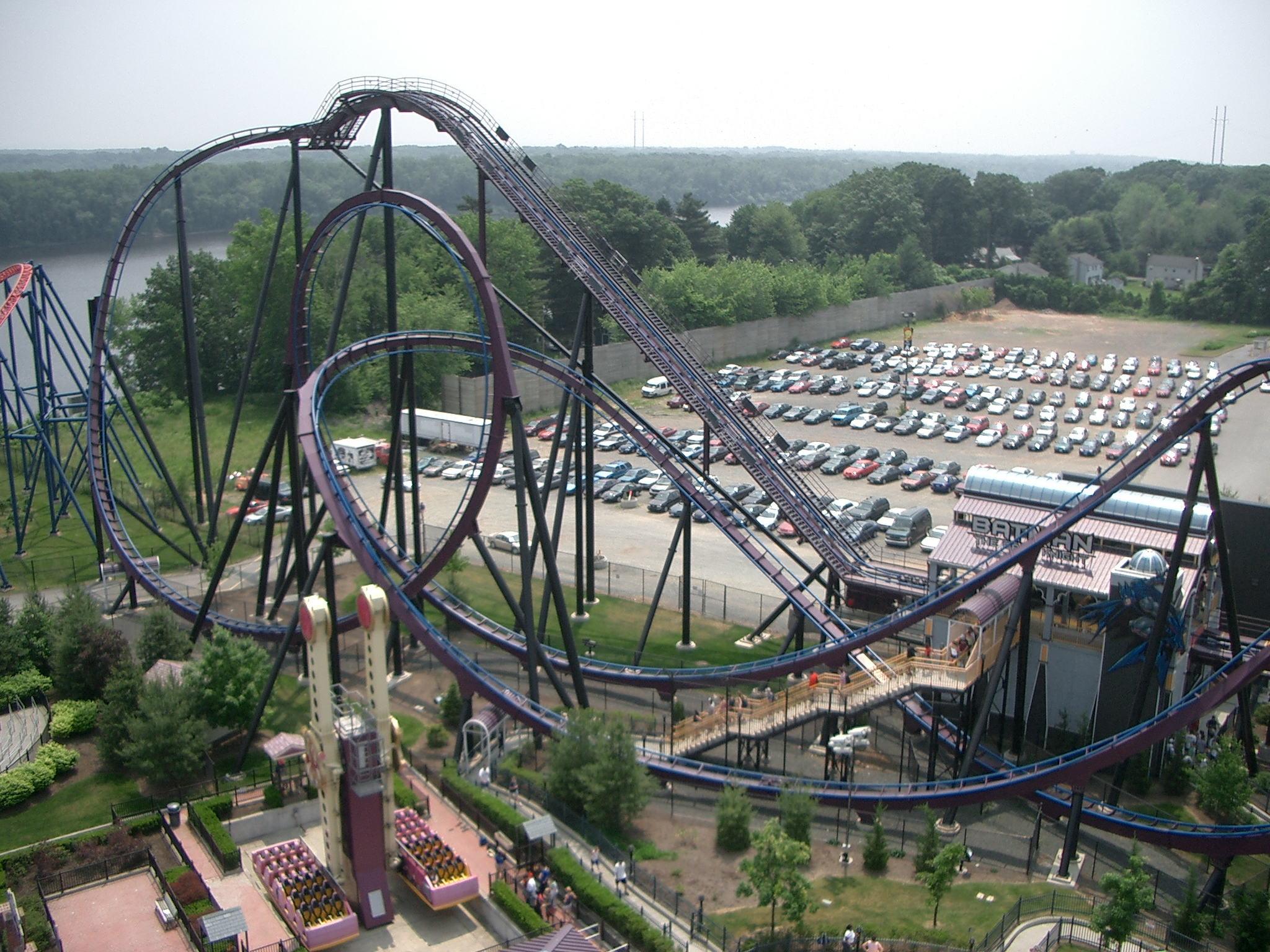
Batman - The Dark Night.

Le parcours de l'attraction est compact mais a cinq inversions. Après le lift hill et la pré-descente, caractéristique des montagnes russes de Bolliger & Mabillard, le train tourne à 180 degrés vers la gauche et fait la première descente qui mène dans un looping vertical à 88,5 km/h. Le looping est suivi d'un looping plongeant vers la gauche. Le train passe vers la gare avant de faire un virage incliné de 180 degrés vers la gauche qui passe à travers le looping. Ensuite, il y a la photo on-ride photo et un zero-G roll. Il y a finalement des tire-bouchons entrelacés qui mène le train dans les freins finaux. Le parcours est très court en comparaison avec les autres montagnes russes de Bolliger & Mabillard, mais il y a cinq inversions et peu de "temps de pause" entre les inversions, ce qui en fait des montagnes russes relativement intenses.

## Trains
Batman - The Dark Knight a 2 trains de 7 wagons. Les passagers sont placés à 4 de front par wagon pour un total de 28 passagers par train.